# Plasiliopsis
Plasiliopsis är ett släkte av skalbaggar. Plasiliopsis ingår i familjen vivlar.
Kladogram enligt Catalogue of Life:
| Plasiliopsis | \| \| Plasiliopsis fusiformis \| \| \| \| \| \| Plasiliopsis laevis \| \| \| \| |
|              | \| \| Plasiliopsis fusiformis \| \| \| \| \| \| Plasiliopsis laevis \| \| \| \| |
|              | Plasiliopsis fusiformis                                                         |
|              |                                                                                 |
|              | Plasiliopsis laevis                                                             |
|              |                                                                                 |